# Ягодная Поляна (Башкортостан)
Ягодная Поляна — деревня в Уфимском районе Башкортостана, входит в состав Дмитриевского сельсовета.

## История
Основана в конце 40‑х гг. XX века как посёлок Дмитриевского учебно‑опытного лесничества. С конца 50‑х гг XX века носит современное название, с 2005 г. — современный статус.

## Население
| 2002 | 2009 | 2010 |
| ---- | ---- | ---- |
| 392  | ↗424 | ↘417 |

Национальный состав
Согласно переписи 2002 года, преобладающие национальности — татары (44 %), русские (34 %).

## Географическое положение
Расстояние до:
- районного центра (Уфа): 19 км,
- центра сельсовета (Дмитриевка): 4 км,
- ближайшей ж/д станции (Уфа): 19 км.

## Инфраструктура
В деревне расположен ГБУ Центр предупреждения и тушения лесных пожаров РБ. Есть детский сад, фельдшерско-акушерский пункт, магазин.